# Liptowski Tarnowiec
Liptowski Tarnowiec (słow. Liptovský Trnovec) – wieś (obec) na Słowacji położona w kraju żylińskim, w powiecie Liptowski Mikułasz. Znajduje się w Kotlinie Liptowskiej, nad zbiornikiem retencyjnym Liptovská Mara, zwanym Liptowskim Jeziorem. Zabudowania miejscowości rozłożone są nad potokiem Petruška uchodzącym do Liptowskiego Jeziora, oraz po północnej stronie drogi krajowej nr 584 przechodzącej przez Liptowski Tarnowiec do Liptowskiego Mikułasza.
Częścią wsi są również Beňušovce, dawniej samodzielna osada, położona ok. 2,5 km na północ od centrum Tarnowca.

## Historia
Okolica Liptowskiego Tarnowca była zamieszkana już na przełomie późnej epoki kamienia i epoki brązu (2500 – 1900 lat p.n.e.) oraz we wczesnej epoce żelaza (900 - 700 lat p.n.e.), czego dowody znaleziono na wzniesieniach (kurhanach) o miejscowych nazwach  Bubon, Kontraverzia, Kotlíček (inaczej Všivavý vŕšok) i Konislava. Współczesny Tarnowiec istniał zapewne jeszcze przed XI wiekiem i, podobnie jak sąsiednie Teplá i Bobrowiec, był jedną z najstarszych słowackich osad na Liptowie, których mieszkańcy żyli jeszcze w rodowych społeczeństwach. O tym, że obszar wokół późniejszych wsi Tarnowiec i Beňušovce osiedlono znacznie wcześniej, niż potwierdzają pierwsze wzmianki pisemne, świadczą znaleziska grobów celtyckich w katastrze gminy.
W XII wieku, po okresowym uzależnieniu od polskich władców, Liptów stał się na stałe częścią królestwa węgierskiego. Od momentu włączenia do nowej jednostki państwowej region ten stał się wyłączną własnością królewską w obrębie wielkiej żupy zwoleńskiej. Pierwotna ludność słowiańska stała się poddanymi królewskimi, podporządkowanymi okręgowi królewskiemu z siedzibą w Zwoleniu. Przedstawiciel żupana przebywał na zamku Liptów.
Najstarsza bezpośrednia relacja o Liptovským Trnovcu jest w dokumencie węgierskiego króla Władysława IV z 1283 roku. W tym czasie król podarował chłopom majątek Matiaszowa, który leżał w sąsiedztwie Tarnowca (wówczas villa Tornouch). Tarnowiec więc już wtedy istniał, miał stabilne granice, co świadczy o dłuższym okresie osadnictwa przed 1283 rokiem.    
Tarnowiec był prawdopodobnie w XIV-XVI wieku siedzibą parafii. Istniejący na początku XIV w. kościół funkcjonował pod wezwaniem św. Jana Chrzciciela, a od XVI w. pod wezwaniem św. Ducha. Obecny kościół św. Ducha, klasycystyczny, budowano od 1810 do 1820 r.
Obraz Tarnowca w XVIII wieku możemy uzyskać z wyników pierwszego oficjalnego spisu ludności na Węgrzech w 1784 roku, kiedy miał on 157 domów i 1094 mieszkańców. Tarnowiec był większą osadą niż Liptowski Mikułasz (78 domów) i Vrbica (133 domy).
Mieszkańcy Tarnowca zajmowali się rolnictwem, uprawą konopi, kapusty, grochu, produkcją płótna, rzemiosłami związanymi z obróbką drewna (stolarstwem, produkcją gontów i sprzętów gospodarskich), flisactwem, warzeniem piwa i „paleniem” gorzałki (później gorzelnia spłonęła w pożarze w 1860 r.). Znani byli miejscowi farbiarze, którzy na początku XIX w. założyli własny cech, po czym razem z farbiarzami z innych miast liptowskich utworzyli jeden duży cech, w skład którego wchodzili rzemieślnicy z Rużomberku, Niemieckiej Lupczy, Liptowskiego Mikułasza, Sielnicy i Hyb.    

## Zabytki
- Kościół wyznania rzymskokatolickiego pw. św. Ducha z 1820 r., klasycystyczny. Murowany, jednonawowy, z prostokątnie zamkniętym prezbiterium i wieżą na osi wtopioną w korpus. Stoi na miejscu starszej budowli średniowiecznej.
- Kościół ewangelicki z 1925 r., modernistyczny. Wzniesiony na miejscu starszego kościoła tolerancyjnego z 1784 r. Murowany, trójnawowy z transeptem i poligonalnie zamkniętym prezbiterium, z kwadratową wieżą na osi, nakrytą wysokim dachem wieżowym.
- Pręgierz murowany w formie okrągłego słupa, z XVII w.;
- Budynek fary ewangelickiej z 1784 r., późnobarokowy, murowany na rzucie prostokąta, jednokondygnacyjny, trzytraktowy.